# Fraserova tabule
Fraserova tabule (anglicky  Fraser Plateau) je rozlehlá lávová tabule, respektive mezihorská plošina, ve středo-jižní části Britské Kolumbie v Kanadě. Tvoří ji andezitové a bazaltové lávy, místy až 400 m silné. Byla vytvořena miocenní vulkanickou činností. Celé území je tektonicky stále aktivní. Některé bloky lávy poklesly do nadmořské výšky 700 až 800 m, jiné se nachází ve výšce okolo 1 800 m. Středem oblasti protéká řeka Fraser, podle které je tabule pojmenovaná.

## Geografie
Fraserova tabule leží mezi Pobřežními horami na západě a Kolumbijskými horami na východě. Na severozápadě je ohraničena řekou West Road River, na jihovýchodě řekou Bonaparte River. Součástí tabule jsou menší plošiny Cariboo Plateau a Chilcotin Plateau a pohoří Marble Range, Clear Range a Camelsfoot Range.